# 阿尔贝托·吉拉尔迪
阿尔贝托·吉拉尔迪（義大利語：Alberto Ghilardi，1909年8月25日—1971年6月30日），意大利男子自行车运动员。他曾代表意大利参加1932年夏季奥林匹克运动会自行车比赛，获得男子团体追逐赛金牌。